# جون ميرفي (منافس ألعاب قوى)
جون ميرفي (بالإنجليزية: John Murphy)‏ هو منافس ألعاب قوى أمريكي، ولد في 23 مارس 1895 في بورتلاند في الولايات المتحدة، وتوفي في 17 أغسطس 1972 في مدلاند في الولايات المتحدة.

## وصلات خارجية
- جون ميرفي على موقع أوليمبيديا (الإنجليزية)